# 圣安德烈德博埃日
圣安德烈德博埃日（法語：Saint-André-de-Boëge，法語發音：[sɛ̃.t‿ɑ̃dʁe də bɔɛʒ]，意为“博埃日的圣安德烈”）是法国上萨瓦省的一个市镇，属于托农莱班区。

## 地理
圣安德烈德博埃日（46°11'25"N, 6°23'37"E）面积12.6 平方千米，位于法国奥弗涅-罗讷-阿尔卑斯大区上萨瓦省，该省份为法国东部省份，历史上为薩伏依的一部分，北与瑞士接壤，西接安省，南至萨瓦省，东与瑞士和意大利接壤。
与圣安德烈德博埃日接壤的市镇（或旧市镇、城区）包括：博埃日、博热沃、克朗沃-萨勒、菲兰日、吕桑日、维于昂萨拉。
圣安德烈德博埃日的时区为UTC+01:00、UTC+02:00（夏令时）。

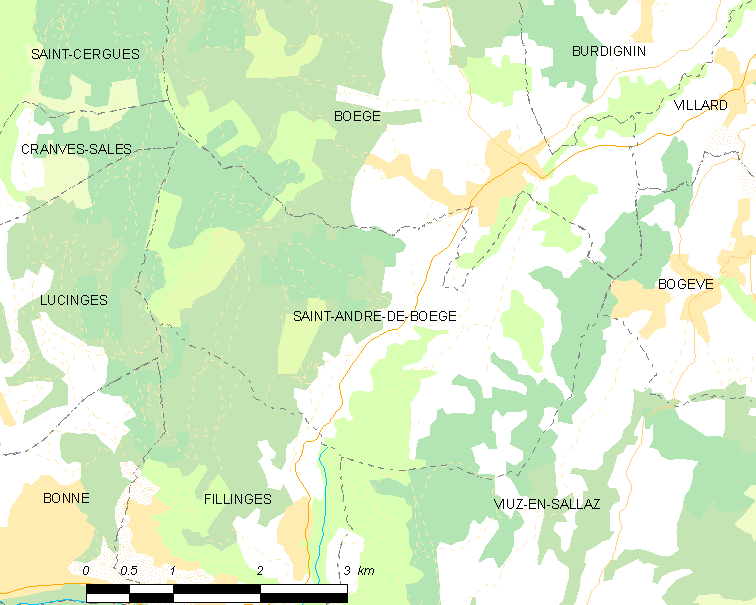
圣安德烈德博埃日的OSM定位图

## 行政
圣安德烈德博埃日的邮政编码为74420，INSEE市镇编码为74226。

## 政治
圣安德烈德博埃日所属的省级选区为锡耶县。

## 人口

1962-2008年间圣安德烈德博埃日人口变化图示

圣安德烈德博埃日于2022年1月1日时的人口数量为594人。